# Грант, Дэнни
Дэниел Фредерик (Дэнни) Грант (англ. Daniel Frederick 'Danny' Grant; 21 февраля 1946, Фредериктон, Нью-Брансуик — 14 октября 2019, там же) — канадский профессиональный хоккеист (левый нападающий) и хоккейный тренер. Обладатель Кубка Стэнли (1968) в составе клуба «Монреаль Канадиенс», обладатель Колдер Трофи (1969), трёхкратный участник игр всех звёзд НХЛ. Член Зала славы Нью-Брансуика с 1985 года.

## Биография
Дэнни Грант, по прозвищу Туна, начал играть в хоккей в детстве, вместе с четырьмя братьями, ни один из которых, однако, не попал впоследствии в НХЛ. В сезоне 1959/1960 его детская команда пробилась в финал чемпионата Нью-Брансуика в своей возрастной категории. Вскоре после этого Дэнни был приглашён в дочернюю команду клуба НХЛ «Монреаль Канадиенс», из которой его передали в клуб Хоккейной ассоциации Онтарио «Питерборо Питс».
В Питерборо Грант играл с 1962 по 1966 год, за это время принеся команде 262 очка по системе «гол плюс пас» (121 гол). Этот результат включал 106 очков (47 голов) в сезоне 1964/65 — пятый результат в лиге — и 44 заброшенных шайбы и 96 очков в общей сложности в следующем году. В 1965 году Грант был избран во вторую сборную всех звёзд лиги, а в 1966 году, со вторым результатом в лиге по забитым голам — в первую. Последний сезон за «Питс» он провёл в качестве капитана команды.
С 1966 года Грант начал профессиональную хоккейную карьеру, 29 января впервые сыграв в НХЛ, но первые годы провёл в основном в фарм-клубе «Канадиенс» из АХЛ, лишь в сезоне 1967/68 проведя за «Монреаль» около четверти матчей в регулярном сезоне и ещё десять в плей-офф. Он забросил свою первую шайбу в НХЛ в декабре 1967 года, в своей шестой игре за «Монреаль», но в общей сложности провёл за этот клуб только три шайбы, добавив к ним семь результативных передач (четыре в регулярном сезоне и три в плей-офф). Тем не менее официально он по итогам сезона стал с «Канадиенс» обладателем Кубка Стэнли.
В июне 1968 года «Монреаль» обменял Гранта в клуб «Миннесота Норт Старз». Учитывая ограниченный период выступлений за «Канадиенс», в сезоне 1968/69 молодой нападающий ещё обладал статусом новичка. Это позволило ему улучшить рекорды НХЛ в этой категории, забросив за сезон 34 шайбы (новый рекорд разделил с ним Норм Фергюсон) и набрав 65 очков по системе «гол плюс пас». По итогам года Грант стал лауреатом Колдер Трофи — приза, присуждаемого лучшему новичку сезона в НХЛ. Он также был выбран для участия в матче всех звёзд НХЛ 1969 года, повторив этот успех и в два следующих сезона.
В четырёх из пяти следующих сезонов в «Миннесоте» Грант забивал не менее чем по 29 голов, сыграв за клуб 442 матча без пропусков. Тем не менее летом 1974 года его обменяли в «Детройт Ред Уингз» на Генри Бучу. Это вызвало недоумение у болельщиков, так как «Норт Старз» расставались с одним из самых опасных нападающих в обмен на игрока более оборонительного типа. В свой первый сезон с «Детройтом» Грант доказал свой потенциал как нападающий, забросив 50 голов и добавив к ним 37 результативных передач. На результативности нового приобретения «Детройта» могло сказаться и то обстоятельство, что в одной тройке с ним играл центральный нападающий Марсель Дионн — один из лучших центрфорвардов лиги. Грант продолжал играть в НХЛ без перерывов, не пропуская ни одного матча в общей сложности 556 игр, пока в декабре 1975 года не порвал бедренную мышцу и после операции не пропустил большую часть оставшегося сезона.
После этого травмы начали преследовать Гранта, больше не возвращавшегося к уровню игры, который показывал до декабря 1975 года. В январе 1978 года его снова обменяли, на сей раз в «Лос-Анджелес Кингз», куда к этому времени перешёл и Дионн. После того, как «Детройт» с его участием пять лет не мог попасть в плей-офф, Грант добился этого в свой первый же сезон с «Кингз», которые, однако, выбыли из борьбы уже в первом круге. За два матча серии (игравшейся тогда до двух побед) Грант сделал две результативных передачи, но этого оказалось недостаточно. Следующий год стал для него последним в НХЛ, и по его окончании Грант ушёл на тренерскую работу. За 14 сезонов в НХЛ на его счету были 736 матчей и 536 очков по системе «гол плюс пас» в регулярном сезоне и 43 матча и 24 очка в Кубке Стэнли.
Гранту довелось вернуться на лёд ещё раз, когда клуб «Фредериктон Экспресс» из его родного города начал играть в АХЛ. В сезоне 1981/82 Грант провёл за «Фредериктон» 18 матчей, забив два гола и сделав 9 результативных передач. После этого он окончательно перешёл на тренерскую работу. В 1995 и 1996 годах он тренировал хоккейную сборную Университета Нью-Брансуика, а в сезоне 1997/98 занял пост главного тренера клуба «Галифакс Мусхедз», игравшего в Главной юниорской хоккейной лиге Квебека. Грант вывел команду в плей-офф, где она проиграла в пяти матчах фаворитам из «Римуски Осеаник». После этого он занимал пост помощника тренера сборной Университета Сент-Томас во Фредериктоне.
В 1985 году имя Дэнни Гранта было включено в списки Зала славы Нью-Брансуика. В 2007 году его имя было присвоено спортивно-развлекательному комплексу во Фредериктоне. Грант умер от рака во Фредериктоне в октябре 2019 года в возрасте 73 лет, оставив после себя жену Линду, дочь Келли и сына Джеффри.

## Игровая статистика
| Легенда | Легенда                    | Легенда | Легенда                   | Легенда | Легенда    |
| ------- | -------------------------- | ------- | ------------------------- | ------- | ---------- |
| И       | Количество проведённых игр | Штр     | Штрафное время            | +/−     | Плюс-минус |
| Г       | Голы                       | П       | Голевые передачи          | О       | Очки       |
| -       | Статистика неизвестна      | —       | Статистика не учитывалась |         |            |